# Segelfluggelände Wildberg (Kengel)

i7
i11
i13
Das Segelfluggelände Wildberg (Kengel) liegt in der Stadt Wildberg im Landkreis Calw in Baden-Württemberg, etwa 1,8 Kilometer nordwestlich des Zentrums von Wildberg.

## Flugbetrieb
Das Segelfluggelände ist mit einer 550 m langen und 30 m breiten Start- und Landebahn aus Gras (Richtung 08/26) ausgestattet. Es besitzt eine Betriebszulassung für Segelflugzeuge, Motorsegler und Motorflugzeuge, soweit sie bestimmungsgemäß zum Schleppen von Segelflugzeugen oder Motorseglern Verwendung finden. Als Startarten sind Eigenstart, Flugzeugschleppstart und Windenstart zugelassen. Platzfremde Motorsegler und Schleppflugzeuge benötigen eine Außenstart- und -landegenehmigung (§ 25 Abs. 1 Satz 1 LuftVG) des Regierungspräsidiums Stuttgart (Landesluftfahrtbehörde von Baden-Württemberg) und des Platzhalters, um in Wildberg (Kengel) starten und landen zu dürfen. Der Halter und Betreiber des Segelfluggeländes ist die Haltergemeinschaft Wildberg (Kengel).

## Geschichte
Das Segelfluggelände Wildberg (Kengel) wurde 1968 durch die Flugsportvereinigung Wächtersberg e. V. erbaut, um Motorsegelflug zu ermöglichen, welcher aus topographischen Gründen auf dem damaligen Gelände des Vereins nicht möglich war. Nachdem ihre Halle nach einer Brandstiftung abgebrannt war, waren die Segelflieger der Flugsportvereinigung Wächtersberg e. V. von 1971 bis zur Inbetriebnahme des Flugplatzes Wächtersberg im Jahr 1975 auf dem Segelfluggelände ansässig. Das Segelfluggelände Wildberg (Kengel) wurde später von der Flugsportvereinigung Wächtersberg e. V. an die Haltergemeinschaft Wildberg (Kengel) übergeben.